# Изпъкналост Уади Халфа
Изпъкналост Уади Халфа (на арабски: ‏وادي حلفا, Wādī Ḥalfā) е дълга и тясна ивица от територията на Судан, която се вклинява на север в Египет на около 25 km по поречието на река Нил.

## История
През 1899 г., границата между кондоминиума Англо-египетски Судан и Египет се определя да минава по протежение на 22-рия паралел. Въпреки това, достъпът до района на север от границата по протежението на река Нил за населението, а оттам и за администрацията е по-лесен от страната на Судан. Поради тази причина през 1902 г. първоначалният договор се променя като районът около поречието на река Нил на север от 22 паралел се предава на администрацията на Судан.
Освен района на Уади Халфа има още две области, които са де юре част от една от двете страни, но се намира съответно на юг или север от 22 паралел. Това са Триъгълника Халаиб и територията Бир Тауил.
Днес Египет има претенции върху териториите, които според договора от 1899 г. трябва да бъдат част от неговата територия, като се отказва от Бир Тауил. Днес Халаиб се контролира от египетските войски, а територията на Уади Халфа в по-голямата си част днес се намира в рамките на изградения язовир Насър.

## География
Изпъкналостта Уади Халфа е ивица земя с формата на пръст вклинен в Египет, намираща се от двете страни на река Нил. Ширината му е 9 km, а дължината ме у 25 km, с обща площ от 210 km². Заради строежа на язовир Насър по-голямата част от областта е наводнена, а населението от 52-те селата в района и древния град Фарас са изселени в град Ню Халфа в региона Бутана в Судан.
Днес само около 30 до 40 km² от територията на изпъкналостта не се намира под водата на язовира. Това е исновно скалиста и безплодна земя на източния бряг на Нил. Всички населени места в района са останали под водите на язовира и днес практически територията е необитаема.